# Bianca Santana
Bianca Santana   (São Paulo, 1984) és una escriptora, periodista i tarotista brasilera, autora de Quan em vaig descobrir negra, un llibre amb cròniques i relats sobre racisme i gènere, que guanyà el Premi Jabuti al 2016, en la categoria "Il·lustració".
Estudià periodisme en la Facultat Cásper Líbero, on ha fet classes, i és mestra en Educació en la Universitat de São Paulo.
Un dels seus temes de recerca són els recursos educacionals oberts i sobre aquest tema coorganitzà Recursos Educacionals Oberts: pràctiques col·laboratives i polítiques públiques.
El 2015 i 2016 fou premiada amb el títol de "dona inspiradora" en l'àrea de literatura, pel projecte feminista Think Olga.
Organitzà també la col·lecció: Innovació Ancestral de Dones Negres: tàctiques i polítiques del quotidià i Veus insurgents de dones negres: del s. XVIII a la primera dècada del XXI. És autora d'un llibre didàctic sobre l'alfabetització de persones joves i adultes: Aprendre per explicar (2013).
B. Santana una de les fundadores de la Casa de Lua, Organização Feminista (fundada al 2013) i de la Casa de Cultura Digital.